# Cuộc đua xe đạp tranh Cúp truyền hình Thành phố Hồ Chí Minh 2020
Cuộc đua xe đạp toàn quốc tranh Cúp truyền hình Thành phố Hồ Chí Minh 2020 là giải đấu lần thứ 32 của Cuộc đua xe đạp toàn quốc tranh Cúp truyền hình Thành phố Hồ Chí Minh do Ban Thể dục - Thể thao, Đài Truyền hình Thành phố Hồ Chí Minh và Tổng cục Thể dục Thể thao Việt Nam phối hợp tổ chức, diễn ra từ ngày 19 tháng 5 đến ngày 7 tháng 6 năm 2020. Cuộc đua lần này gồm 18 chặng với tổng lộ trình 2183 km, bắt đầu bằng chặng đua vòng quanh Quảng trường Hồ Chí Minh (Nghệ An) và kết thúc tại Hội trường Thống Nhất, Thành phố Hồ Chí Minh. Tổng cộng có 12 đội đua trên cả nước tham gia cuộc đua lần này.
Do ảnh hưởng của đại dịch COVID-19 tại Việt Nam và trùng với giai đoạn Việt Nam thực hiện giãn cách toàn xã hội, lịch thi đấu thường niên của giải (vào tháng 4) đã không thể được tổ chức và được dời sang tháng 5 năm 2020, và lộ trình 23 chặng dự kiến ban đầu được giảm xuống còn 18 chặng. Thay cho lịch thi đấu thường lệ là cuộc đua xe đạp thực tế ảo Niềm tin chiến thắng diễn ra từ ngày 24 đến ngày 29 tháng 4 năm 2020. Lần đầu tiên trong lịch sử, giải đấu này được diễn ra vào tháng 5 và tháng 6 sau mùa giải năm 1993.
| Giải thưởng         | Tiền thưởng      |
| Từng chặng          | Từng chặng       |
| ------------------- | ---------------- |
| Về nhất             | 20.000.000 đồng  |
| Đồng đội            | 3.000.000 đồng   |
| Chung cuộc          |                  |
| Áo vàng             | 200.000.000 đồng |
| Áo đỏ               | 50.000.000 đồng  |
| Áo xanh             | 50.000.000 đồng  |
| Áo trắng            | 30.000.000 đồng  |
| Đồng đội chung cuộc | 100.000.000 đồng |
| Đội phong cách      | 20.000.000 đồng  |

Đông Tây Promotion không còn là đơn vị truyền thông của giải, thay vào đó là PSC Media.

## Công bố
Thông tin về Cuộc đua xe đạp toàn quốc tranh Cúp Truyền hình Thành phố Hồ Chí Minh 2020 được công bố vào ngày 11 tháng 5 năm 2020 trong một cuộc họp báo trước khi khởi tranh giải. Ban tổ chức đã công bố lộ trình cuộc đua với tổng chiều dài 2183 km.
Đài Truyền hình Thành phố Hồ Chí Minh cho biết việc tổ chức này nhằm hướng tới kỷ niệm 130 năm Ngày sinh của Chủ tịch Hồ Chí Minh và 109 năm ngày Chủ tịch Hồ Chí Minh ra đi tìm đường cứu nước. Toàn bộ lộ trình chặng đua của Cuộc đua xe đạp toàn quốc tranh Cúp Truyền hình Thành phố Hồ Chí Minh 2020 sẽ không có khán giả.

## Danh sách tham dự

### Đội đua xe đạp
- Thành phố Hồ Chí Minh (HCM)
- MM Mega Market Thành phố Hồ Chí Minh (HMM)
- Quân khu 7 (QK7)
- Quân Đội (QDI)
- Bikelife Đồng Nai (BDN)
- Ynghua Đồng Nai (YDN)
- 620 Châu Thơi-Vĩnh Long (CVL)
- Tập đoàn Lộc Trời An Giang (TLT)
- Dược Domesco Đồng Tháp (DDT)
- Dopagan Đồng Tháp (DPG)
- Hà Nội (HAN)
- Nhựa Bình Minh Bình Dương (NBD)

### Vận động viên[4]
| Số đeo | Họ và tên (năm sinh)          | Đội (viết tắt)                             |
| ------ | ----------------------------- | ------------------------------------------ |
| 1      | Lê Nguyệt Minh (1992)         | Thành phố Hồ Chí Minh (HCM)                |
| 2      | Nguyễn Tuấn Vũ (1999)         | Thành phố Hồ Chí Minh (HCM)                |
| 3      | Nguyễn Trường Tài (1988)      | Thành phố Hồ Chí Minh (HCM)                |
| 4      | Trần Thanh Điền (1996)        | Thành phố Hồ Chí Minh (HCM)                |
| 5      | Nguyễn Minh Việt (1997)       | Thành phố Hồ Chí Minh (HCM)                |
| 6      | Nguyễn Minh Luận (1997)       | Thành phố Hồ Chí Minh (HCM)                |
| 7      | Javier Sarda Perez (1988)     | Thành phố Hồ Chí Minh (HCM)                |
| 11     | Nguyễn Văn Bình (2002)        | MM Mega Market Thành phố Hồ Chí Minh (HMM) |
| 12     | Trần Thanh Nhanh (1993)       | MM Mega Market Thành phố Hồ Chí Minh (HMM) |
| 13     | Nguyễn Thắng (1994)           | MM Mega Market Thành phố Hồ Chí Minh (HMM) |
| 14     | Nguyễn Hữu Đức (1997)         | MM Mega Market Thành phố Hồ Chí Minh (HMM) |
| 15     | Nguyễn Dương Hồ Vũ (1999)     | MM Mega Market Thành phố Hồ Chí Minh (HMM) |
| 16     | Nguyễn Hồ Ngọc Long (2002)    | MM Mega Market Thành phố Hồ Chí Minh (HMM) |
| 17     | Nguyễn Trúc Xinh (1997)       | MM Mega Market Thành phố Hồ Chí Minh (HMM) |
| 21     | Huỳnh Thanh Tùng (1996)       | Quân khu 7 (QK7)                           |
| 22     | Đỗ Quang Vinh (1996)          | Quân khu 7 (QK7)                           |
| 23     | Võ Minh Gia Bảo (2003)        | Quân khu 7 (QK7)                           |
| 24     | Hà Văn Sơn (1999)             | Quân khu 7 (QK7)                           |
| 25     | Nguyễn Huỳnh Lân (2003)       | Quân khu 7 (QK7)                           |
| 26     | Phùng Văn Lộc (1987)          | Quân khu 7 (QK7)                           |
| 27     | Nguyễn Huỳnh Phú Lộc (1994)   | Quân khu 7 (QK7)                           |
| 31     | Tống Thanh Tuyền (1997)       | Quân Đội (QDI)                             |
| 32     | Nguyễn Nhật Minh (2003)       | Quân Đội (QDI)                             |
| 33     | Nguyễn Thanh Nhã (2003)       | Quân Đội (QDI)                             |
| 34     | Nguyễn Thế Khải (2004)        | Quân Đội (QDI)                             |
| 35     | Nguyễn Trần Hoài Nam (2003)   | Quân Đội (QDI)                             |
| 36     | Đặng Hoàng Linh (2003)        | Quân Đội (QDI)                             |
| 37     | Phan Thanh Duy (2001)         | Quân Đội (QDI)                             |
| 41     | Loïc Desriac (1989)           | Bikelife Đồng Nai (BDN)                    |
| 42     | Xa Văn Thắng (1997)           | Bikelife Đồng Nai (BDN)                    |
| 43     | Nguyễn Hướng (2000)           | Bikelife Đồng Nai (BDN)                    |
| 44     | Trần Lê Minh Tuấn (1994)      | Bikelife Đồng Nai (BDN)                    |
| 45     | Nguyễn Văn Đức (1992)         | Bikelife Đồng Nai (BDN)                    |
| 46     | Nguyễn Phạm Quốc Khang (1996) | Bikelife Đồng Nai (BDN)                    |
| 47     | Nguyễn Hoàng Sang (1993)      | Bikelife Đồng Nai (BDN)                    |
| 51     | Phước Minh Hòa (1996)         | Ynghua Đồng Nai (YDN)                      |
| 52     | Nguyễn Duy Khánh (1996)       | Ynghua Đồng Nai (YDN)                      |
| 53     | Đặng Thành Được (2004)        | Ynghua Đồng Nai (YDN)                      |
| 54     | Nguyễn Tấn Phúc (2002)        | Ynghua Đồng Nai (YDN)                      |
| 55     | Huỳnh Nhựt Hòa (2000)         | Ynghua Đồng Nai (YDN)                      |
| 56     | Phan Công Hiếu (2003)         | Ynghua Đồng Nai (YDN)                      |
| 57     | Nguyễn Tấn Phúc (2003)        | Ynghua Đồng Nai (YDN)                      |
| 61     | Nguyễn Minh Thiện (1998)      | 620 Châu Thới-Vĩnh Long (CVL)              |
| 62     | Hồ Hoàng Sơn (1992)           | 620 Châu Thới-Vĩnh Long (CVL)              |
| 63     | Võ Thành An (2000)            | 620 Châu Thới-Vĩnh Long (CVL)              |
| 64     | Thái Ngọc Hải (2002)          | 620 Châu Thới-Vĩnh Long (CVL)              |
| 65     | Phan Thanh Tấn Tài (2000)     | 620 Châu Thới-Vĩnh Long (CVL)              |
| 66     | Đỗ Khánh Duy (2002)           | 620 Châu Thới-Vĩnh Long (CVL)              |
| 67     | Đặng Văn Bảo Anh (2002)       | 620 Châu Thới-Vĩnh Long (CVL)              |
| 81     | Tăng Quý Trọng (2002)         | Tập đoàn Lộc Trời An Giang (TLT)           |
| 82     | Trịnh Đức Tâm (1992)          | Tập đoàn Lộc Trời An Giang (TLT)           |
| 83     | Lê Ngọc Sơn (1991)            | Tập đoàn Lộc Trời An Giang (TLT)           |
| 84     | Hồ Ngọc Chánh (2003)          | Tập đoàn Lộc Trời An Giang (TLT)           |
| 85     | Nguyễn Hoàng Giang (1996)     | Tập đoàn Lộc Trời An Giang (TLT)           |
| 86     | Nguyễn Huỳnh Đăng Khoa (1999) | Tập đoàn Lộc Trời An Giang (TLT)           |
| 87     | Nguyễn Hoàng Ngọc Linh (2000) | Tập đoàn Lộc Trời An Giang (TLT)           |
| 91     | Nguyễn Tấn Hoài (1992)        | Dược Domesco Đồng Tháp (DĐT)               |
| 92     | Phan Hoàng Thái (1998)        | Dược Domesco Đồng Tháp (DĐT)               |
| 93     | Trần Nguyễn Minh Trí (1994)   | Dược Domesco Đồng Tháp (DĐT)               |
| 94     | Nguyễn Nhật Nam (1997)        | Dược Domesco Đồng Tháp (DĐT)               |
| 95     | Phạm Quốc Cường (1994)        | Dược Domesco Đồng Tháp (DĐT)               |
| 96     | Nguyễn Quốc Bảo (1999)        | Dược Domesco Đồng Tháp (DĐT)               |
| 97     | Lê Hải Đăng (2003)            | Dược Domesco Đồng Tháp (DĐT)               |
| 101    | Trần Tuấn Kiệt (2000)         | Dopagan Đồng Tháp (DPG)                    |
| 102    | Trương Trường An (2002)       | Dopagan Đồng Tháp (DPG)                    |
| 103    | Đoàn Thanh Phúc (2003)        | Dopagan Đồng Tháp (DPG)                    |
| 104    | Lê Văn Quí (2002)             | Dopagan Đồng Tháp (DPG)                    |
| 105    | Lâm Gia Hào (2006)            | Dopagan Đồng Tháp (DPG)                    |
| 106    | Đỗ Văn Tường (2004)           | Dopagan Đồng Tháp (DPG)                    |
| 107    | Nguyễn Minh Kha (2004)        | Dopagan Đồng Tháp (DPG)                    |
| 111    | Lường Văn Sinh (1997)         | Hà Nội (HAN)                               |
| 112    | Nguyễn Văn Dương (1997)       | Hà Nội (HAN)                               |
| 113    | Ngô Văn Phương (1998)         | Hà Nội (HAN)                               |
| 114    | Quàng Văn Cường (1997)        | Hà Nội (HAN)                               |
| 115    | Nguyễn Doãn Đức (1997)        | Hà Nội (HAN)                               |
| 116    | Ngô Tiến Dũng (2002)          | Hà Nội (HAN)                               |
| 117    | Phan Văn Toàn (2002)          | Hà Nội (HAN)                               |
| 121    | Hà Kiều Tấn Đại (2000)        | Nhựa Bình Minh Bình Dương (NBD)            |
| 122    | Trần Anh Tuấn (2001)          | Nhựa Bình Minh Bình Dương (NBD)            |
| 123    | Phan Văn Nhơn (2003)          | Nhựa Bình Minh Bình Dương (NBD)            |
| 124    | Nguyễn Tuấn Đạt (2002)        | Nhựa Bình Minh Bình Dương (NBD)            |
| 125    | Lê Ngô Gia Thịnh (2002)       | Nhựa Bình Minh Bình Dương (NBD)            |
| 126    | Trương Văn Hoàng (2003)       | Nhựa Bình Minh Bình Dương (NBD)            |
| 127    | Trần Thanh Quang (2003)       | Nhựa Bình Minh Bình Dương (NBD)            |

## Lộ trình
| Chặng | Ngày       | Mô tả                                                       | Cự ly              |
| ----- | ---------- | ----------------------------------------------------------- | ------------------ |
| 1     | 5 tháng 4  | Vòng đua quanh hồ Hoàn Kiếm (Hà Nội) (25 vòng x 1,7 km)     | 42,5 km            |
| 2     | 6 tháng 4  | Hà Nội đi Thanh Hóa                                         | 160 km             |
| 3     | 7 tháng 4  | Thanh Hóa đi thành phố Vinh (Nghệ An)                       | 140 km             |
| 4     | 8 tháng 4  | Đua đồng đội tính giờ tại thị xã Cửa Lò (Nghệ An)           | 39 km              |
| 5     | 9 tháng 4  | Nghệ An đi Quảng Bình (đèo Ngang)                           | 199 km             |
| 6     | 10 tháng 4 | Quảng Bình đi Huế                                           | 162 km             |
| —     | 11 tháng 4 | Nghỉ tại Huế                                                | Nghỉ tại Huế       |
| 7     | 12 tháng 4 | Vòng quanh Tràng Tiền – Phú Xuân (Huế)                      | 42 km              |
| 8     | 13 tháng 4 | Huế đi Đà Nẵng                                              | 113 km             |
| 9     | 14 tháng 4 | Đà Nẵng đi Tam Kỳ (đèo Le)                                  | 130 km             |
| 10    | 15 tháng 4 | Vòng đua thành phố Tam Kỳ (Quảng Nam)                       | 50 km              |
| 11    | 16 tháng 4 | Tam Kỳ đi Quảng Ngãi                                        | 100 km             |
| 12    | 17 tháng 4 | Quảng Ngãi đi Quy Nhơn (Bình Định)                          | 179 km             |
| —     | 18 tháng 4 | Nghỉ tại Quy Nhơn                                           | Nghỉ tại Quy Nhơn  |
| 13    | 19 tháng 4 | Vòng đua thành phố Quy Nhơn                                 | 48 km              |
| 14    | 20 tháng 4 | Quy Nhơn đi Pleiku (Gia Lai)                                | 167 km             |
| 15    | 21 tháng 4 | Pleiku - Kon Tum - Pleiku                                   | 94 km              |
| 16    | 22 tháng 4 | Pleiku đi Buôn Ma Thuột (Đắk Lắk)                           | 180 km             |
| 17    | 23 tháng 4 | Vòng đua thành phố Buôn Ma Thuột                            | 50 km              |
| 18    | 24 tháng 4 | Buôn Ma Thuột đi Nha Trang (Khánh Hoà, đổ đèo Phượng Hoàng) | 190 km             |
| —     | 25 tháng 4 | Nghỉ tại Nha Trang                                          | Nghỉ tại Nha Trang |
| 19    | 26 tháng 4 | Nha Trang đi Phan Rang (Ninh Thuận, đèo Vĩnh Hy)            | 135 km             |
| 20    | 27 tháng 4 | Phan Rang đi Đà Lạt (đèo Ngoạn Mục, Prenn)                  | 123 km             |
| 21    | 28 tháng 4 | Vòng đua quanh hồ Xuân Hương (Đà Lạt) (10 vòng x 5,1 km)    | 51 km              |
| 22    | 29 tháng 4 | Đà Lạt đi Bảo Lộc (đèo Phú Hiệp)                            | 110 km             |
| 23    | 30 tháng 4 | Bảo Lộc đi Thành phố Hồ Chí Minh                            | 163 km             |

| Chặng | Ngày       | Đoạn đường                                                    | Cự ly              | Kết quả                     | Kết quả                    | Kết quả                      |
| Chặng | Ngày       | Đoạn đường                                                    | Cự ly              | Nhất                        | Nhì                        | Ba                           |
| ----- | ---------- | ------------------------------------------------------------- | ------------------ | --------------------------- | -------------------------- | ---------------------------- |
| 1     | 19 tháng 5 | Vòng quanh Quảng trường Hồ Chí Minh (Vinh) (20 vòng x 2,6 km) | 52 km              | Nguyễn Tấn Hoài (DDT)       | Nguyễn Trường Tài (HCM)    | Huỳnh Thanh Tùng (QK7)       |
| 2     | 20 tháng 5 | Nghệ An đi Quảng Bình                                         | 199 km             | Võ Thanh An (CVL)           | Nguyễn Tấn Hoài (DDT)      | Javier Sarda Perez (HCM)     |
| 3     | 21 tháng 5 | Quảng Bình đi Huế                                             | 162 km             | Nguyễn Tấn Hoài (DDT)       | Nguyễn Văn Bình (HMM)      | Quàng Văn Cường (HAN)        |
| 4     | 22 tháng 5 | Vòng quanh Tràng Tiền – Phú Xuân (Huế)                        | 42 km              | Lê Nguyệt Minh (HMM)        | Loic Desriac (BDN)         | Trịnh Đức Tâm (TLT)          |
| 5     | 23 tháng 5 | Huế đi Đà Nẵng                                                | 113 km             | Nguyễn Hoàng Giang (TLT)    | Nguyễn Thắng (HCM)         | Phạm Quốc Cường (DDT)        |
| 6     | 24 tháng 5 | Đà Nẵng đi Tam Kỳ (Quảng Nam)                                 | 130 km             | Nguyễn Tấn Hoài (DDT)       | Nguyễn Trường Tài (HCM)    | Trần Lê Minh Tuấn (BDN)      |
| 7     | 25 tháng 5 | Vòng quanh thành phố Tam Kỳ (Quảng Nam)                       | 50 km              | Trần Tuấn Kiệt (DPG)        | Hà Kiều Tấn Đại (NBM)      | Nguyễn Trúc Xinh (HMM)       |
| —     | 26 tháng 5 | Nghỉ tại Tam Kỳ                                               | Nghỉ tại Tam Kỳ    | Nghỉ tại Tam Kỳ             | Nghỉ tại Tam Kỳ            | Nghỉ tại Tam Kỳ              |
| 8     | 27 tháng 5 | Tam Kỳ đi Quy Nhơn (Bình Định)                                | 185 km             | Nguyễn Dương Hồ Vũ (HMM)    | Huỳnh Thanh Tùng (QK7)     | Nguyễn Văn Dương (HAN)       |
| 9     | 28 tháng 5 | Quy Nhơn đi Pleiku (Gia Lai)                                  | 167 km             | Nguyễn Tấn Hoài (DDT)       | Trịnh Đức Tâm (TLT)        | Javier Sarda Perez (HCM)     |
| 10    | 29 tháng 5 | Pleiku đi Buôn Mê Thuột (Đắk Lắk)                             | 180 km             | Trần Tuấn Kiệt (DPG)        | Quàng Văn Cường (HAN)      | Hà Kiều Tấn Đại (NBD)        |
| 11    | 30 tháng 5 | Vòng quanh thành phố Buôn Mê Thuột (Đắk Lắk)                  | 32 km              | Ngô Văn Phương (HAN)        | Đặng Văn Bảo Anh (CVL)     | Huỳnh Nhựt Hòa (YDN)         |
| 12    | 31 tháng 5 | Buôn Mê Thuột đi Nha Trang (Khánh Hòa)                        | 190 km             | Tống Thanh Tuyền (QDI)      | Xa Văn Thắng (YDN)         | Nguyễn Văn Dương (HAN)       |
| —     | 1 tháng 6  | Nghỉ tại Nha Trang                                            | Nghỉ tại Nha Trang | Nghỉ tại Nha Trang          | Nghỉ tại Nha Trang         | Nghỉ tại Nha Trang           |
| 13    | 2 tháng 6  | Đua đồng đội tính giờ tại Nha Trang (Khánh Hòa)               | 36 km              | Thành phố Hồ Chí Minh (HCM) | Bikelife Đồng Nai (BDN)    | Dược Domesco Đồng Tháp (DDT) |
| 14    | 3 tháng 6  | Nha Trang đi Phan Rang (Ninh Thuận)                           | 135 km             | Trần Tuấn Kiệt (DPG)        | Nguyễn Văn Đức (BDN)       | Lê Hải Đăng (DDT)            |
| 15    | 4 tháng 6  | Phan Rang đi Đà Lạt (Lâm Đồng)                                | 123 km             | Javier Sarda Perez (HCM)    | Nguyễn Tấn Hoài (DDT)      | Nguyễn Hoàng Giang (TLT)     |
| 16    | 5 tháng 6  | Vòng quanh Hồ Xuân Hương (Đà Lạt) (10 vòng x 5,1 km)          | 51 km              | Trần Tuấn Kiệt (DPG)        | Nguyễn Tấn Hoài (DDT)      | Quàng Văn Cường (HAN)        |
| 17    | 6 tháng 6  | Đà Lạt đi Bảo Lộc (Lâm Đồng)                                  | 110 km             | Lê Nguyệt Minh (HMM)        | Nguyễn Tấn Hoài (DDT)      | Javier Sarda Perez (HCM)     |
| 18    | 7 tháng 6  | Bảo Lộc đi Thành phố Hồ Chí Minh                              | 163 km             | Lê Ngọc Sơn (TLT)           | Trần Nguyễn Minh Trí (DDT) | Nguyễn Văn Đức (BDN)         |

## Xếp hạng chung cuộc
|                 | Nhất                     | Nhì                    | Ba                       | Tham khảo            |
| --------------- | ------------------------ | ---------------------- | ------------------------ | -------------------- |
| Áo vàng         | Javier Sarda Perez (HCM) | Nguyễn Tấn Hoài (DDT)  | Nguyễn Thắng (HCM)       | [ 23 ] [ 25 ] [ 26 ] |
| Áo chấm đỏ      | Javier Sarda Perez (HCM) | Phan Hoàng Thái (DDT)  | Nguyễn Hoàng Sang (BDN)  | [ 23 ] [ 25 ] [ 26 ] |
| Áo xanh         | Nguyễn Tấn Hoài (DDT)    | Trịnh Đức Tâm (TLT)    | Javier Sarda Perez (HCM) | [ 23 ] [ 25 ] [ 26 ] |
| Áo trắng        | Nguyễn Văn Bình (HMM)    | Nguyễn Hướng (BDN)     | Lê Hải Đăng (DDT)        | [ 23 ] [ 25 ] [ 26 ] |
| Giải đồng đội   | Thành phố Hồ Chí Minh    | Dược Domesco Đồng Tháp | Bikelife Đồng Nai        | [ 23 ] [ 25 ] [ 26 ] |
| Giải phong cách | Dược Domesco Đồng Tháp   | Dược Domesco Đồng Tháp | Dược Domesco Đồng Tháp   | [ 23 ] [ 25 ] [ 26 ] |

## Cuộc đua xe đạp thực tế ảoNiềm tin chiến thắng
Từ ngày 24 tháng 4 đến ngày 29 tháng 4 năm 2020, để thay thế cho lịch thi đấu thường niên của Cúp truyền hình do ảnh hưởng của đại dịch COVID-19, cuộc đua xe đạp thực tế ảo đầu tiên với tên gọi Niềm tin chiến thắng được tổ chức với sự tham gia của 5 đội đua trên toàn quốc. Cuộc đua gồm 6 chặng với tổng lộ trình 250 km và được thực hiện trên ứng dụng đạp xe giả lập Zwift.

### Danh sách tham dự
Cuộc đua quy tụ 5 đội đua:
- Thành phố Hồ Chí Minh
- Bikelife Đồng Nai
- Dược Domesco Đồng Tháp
- Quân khu 7
- Tập đoàn Lộc Trời An Giang

### Lộ trình
| Chặng | Ngày       | Đoạn đường                       | Cự ly   |
| ----- | ---------- | -------------------------------- | ------- |
| 1     | 24 tháng 4 | Cung đường Innsburck, Áo         | 30,5 km |
| 2     | 25 tháng 4 | Núi Watopia                      | 45 km   |
| 3     | 26 tháng 4 | Sa mạc Watopia                   | 40 km   |
| 4     | 27 tháng 4 | Vòng đua thành phố Innsburck, Áo | 35 km   |
| 5     | 28 tháng 4 | Đèo Muir – Quần đảo Watopia      | 30 km   |
| 6     | 29 tháng 4 | Lutscher, Áo                     | 35 km   |

### Xếp hạng chung cuộc
|               | Vận động viên          | Đội                        | Tham khảo |
| ------------- | ---------------------- | -------------------------- | --------- |
| Áo vàng       | Lê Ngọc Sơn            | Tập đoàn Lộc Trời An Giang | [ 29 ]    |
| Giải đồng đội | Dược Domesco Đồng Tháp | Dược Domesco Đồng Tháp     | [ 29 ]    |

## Truyền hình
Tất cả các chặng đua được truyền hình trực tiếp từ 8 giờ trên các kênh HTV9, HTV Thể Thao cũng như các hạ tầng mạng xã hội của HTV và ứng dụng HTVC.

## Nhà tài trợ
- Thép Hòa Phát